# Syndrome d'Evans
 Mise en garde médicale
Le syndrome d'Evans est un trouble hématologique chronique rare associant une anémie hémolytique auto-immune, un purpura thrombocytopénique immunologique (PTI) et parfois une neutropénie auto-immune, sans étiologie connue.
Sa prévalence en Europe est estimée à 1/1 000 000 d'individus.

## Description
L'anémie hémolytique est auto-immune. Elle correspond à la destruction des globules rouges (GR), provoquant la libération d'hémoglobine (Hb) dans le plasma sanguin, causant un raccourcissement de la durée de vie des globules rouges à moins de 120 jours.
Cette destruction des hématies par les anticorps est accompagné dans un certain nombre de cas (10 % selon certaines sources) d'une thrombopénie. Ainsi, le Syndrome d'Evans peut être considéré comme une complication de l'anémie hémolytique auto-immune.
Cette baisse variable du nombre de plaquettes sanguines évolue parfois[source insuffisante], dans le cas du syndrome d'Evans, en un purpura. Ce purpura thrombopénique auto-immun s'accompagne habituellement de signes hémorragiques. D'autres pathologies peuvent se rajouter.

## Diagnostic différentiel
Il inclut principalement des microangiopathies telles que le purpura thrombotique thrombocytopénique (PTT), et le syndrome hémolytique et urémique (SHU).